# Appartement témoin Perret

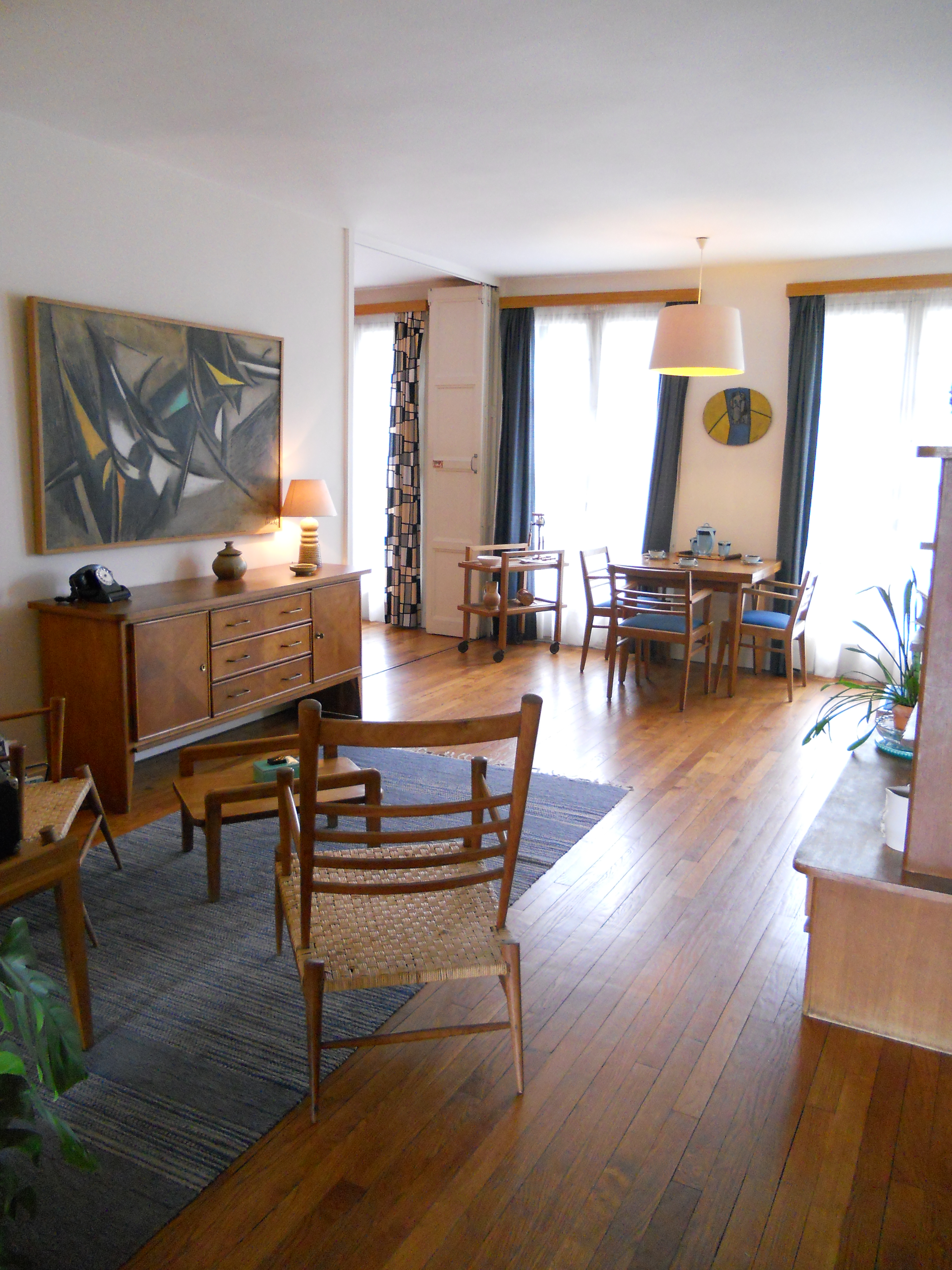
Salle de séjour de l'appartement témoin

Bien que l’architecture d’Auguste Perret soit aujourd’hui internationalement reconnue, l’histoire et l’agencement des appartements proposés dans le projet de reconstruction du Havre restèrent longtemps ignorées.
Ouvert en mars 2006, dans le cadre de l’inscription par l’UNESCO du Centre-ville reconstruit du Havre sur la Liste du patrimoine mondial de l’Humanité , l’Appartement témoin Perret est un musée de la Ville du Havre consacré à l’architecture intérieure, ainsi qu’à l’ameublement et à la vie quotidienne depuis la Libération jusqu’au milieu des années 1950.

## Le logement selon l’Atelier Perret, 1946
« Notre effort a principalement tendu à créer dans les limites sévères d’un programme " de restriction ", des logis dans lesquels une vie familiale normale puisse se développer. Nous sommes arrivés ainsi à des surfaces et des volumes au-dessous desquels il nous parait souhaitable de ne pas descendre, et qui ne sont admissibles aujourd’hui que parce qu’il s’agit de créer d’urgence des logis dignes pour le plus grand nombre, dans des conditions économiques très difficiles »
.

### Un modèle d’appartement
L’immédiat après-guerre correspond à une recherche du « logement idéal » pour les nombreux sinistrés des villes bombardées ; pendant l’Exposition internationale de l’urbanisme et de l’habitation (juillet 1947) sont présentés des projets très diversifiées comme la Cité radieuse de Marseille (Le Corbusier) ou les immeubles de Sotteville-lès-Rouen par Marcel Lods. Quant aux Immeubles sans affectations individuelle imaginés par l’Atelier d’Auguste Perret, situés place de l’hôtel de ville au Havre, ils font déjà figure d’exemple à suivre dans de nombreuses revues d’architecture.
Dessiné et publié en 1946, ce projet obéit à plusieurs contraintes afin d’accorder :
1. une solution économique (matériau béton, préfabrication, standardisation)
2. un mode de construction durable (architecture « classique » (banale), ossature robuste)
3. un confort « moderne » (ensoleillement, équipements intérieurs).

Par-delà l’agencement en « îlots ouverts », l’étude des intérieurs, permet également de comprendre que cette architecture ne se réduit pas à son classicisme mais s’élargit à une recherche de solutions optimales, définies par le résultat des expériences du passé. D’un autre côté, l’idéal de « durabilité » est rendue plus évidente encore en observant la flexibilité des intérieurs car les usages sont considérés comme des éléments provisoires de l’architecture : « L’intérieur de l’appartement ? Nu. Aucun décor fixe. Rien que des proportions justes. C’est à l’habitant de décorer son logis ; et j’imagine que ce décor sera variable. Contempler sans répit les mêmes formes, c’est entendre quotidiennement le même poète. Il y a de quoi le rendre odieux. L’architecte moderne saura mieux respecter la personnalité de l’habitant ».
S’exprimant ainsi en 1925, on comprend aisément que l’esthétique extérieure veuille évoquer le « caractère » général d’une habitation urbaine (l’îlot haussmannien), sans pour autant en déterminer l’usage interne de façon irréversible. L'aménagement intérieur des appartements Perret était révolutionnaire.

### Le plan flexible du premier appartement témoin
Le modèle du Havre relate le logement moyen imaginé pendant la reconstruction : un appartement traversant dont les pièces sont distribuées par un couloir central et dont la spécificité réside dans une distribution découlant de la construction et d'une recherche de résistance aux inévitables changements d'usages.
L’épaisseur importante de l’immeuble (12,5 m) permet un abaissement des coûts de fabrication et de fonctionnement en limitant la surface de façades. L’apport de lumière est favorisé par la position des pièces dites de « longs séjours » - les plus sollicitées - qui doivent bénéficier d’un éclairage direct. Les trois chambres (11 m², 15 m² et 16 m²) forment ainsi un « espace nuit » donnant sur la cour intérieure.
Côté rue, se situe « l’espace jour » où se placent cuisine avec coin repas (7 m²), salle à vivre (22 m²) et bureau (7 m²)
Au centre du logement se succèdent les pièces de « courts séjours » : l’entrée (6 m²) avec sanitaires (1 m²), le couloir (dégagement, 4 m²), la salle de bains (6 m²) et un dressing (2 m²). 
La surface totale est de 99 m².
Un plan modifiable : cet agencement intérieur reste modifiable à souhait car le volume intérieur du logement est dépourvu de murs porteurs ou de tuyauteries, la structure porteuse se limitant à une seule colonne (positionnée dans l’entrée), les gaines se situant en périphérie (murs mitoyens).
Un cloisonnement flexible : le cloisonnement est prévu pour de multiples usages grâce à des cloisons pliantes et des doubles portes.

## Le mobilier «idéal» deRené GabrieletMarcel Gascoin
Les meubles n’étaient pas imposés ; cependant, des « appartements témoins » ouvrent leurs portes à cette époque pour montrer les aménagements les mieux adaptés à ces nouveaux logements. Ces modèles se situent dans la droite ligne du Salon des arts ménagers qui avait alors pour but de montrer les avantages utilitaires et économiques des productions modernes.
Des meubles et des objets authentiques : dans la plupart des cas, le mobilier exposé dans l’appartement témoin Perret a non seulement été conçus pour équiper cette architecture mais il a également été acheté à des familles havraises.

### Salle à vivre (modèle-type 1947)
Reconstitution de la salle aménagée par René Gabriel en 1947.
Par sa position centrale, la salle à vivre communique avec la totalité des autres pièces. Séparée de la cuisine et du bureau par des cloisons pliantes et coulissantes, puis de la grande chambre par une porte à deux battants, cette salle cristallise l’idée que « la vie familiale doit tenir dans une grande pièce commune ».
La salle de séjour reconstitue un ensemble de René Gabriel : les meubles (et leur positionnement) sont exactement identiques à ceux présentés par Auguste Perret pendant l’Exposition internationale de l’urbanisme et de l’habitation, en juillet et août 1947. Ce mobilier à destination des sinistrés s’inspire de prototypes réalisés dès 1945 pour le Salon des artistes décorateurs et a été créé spécialement pour la présentation du logement-type du Havre. Simples et robustes, ces meubles sont destinés à être produits en série puis vendus à des ménages aux revenus moyens. Leurs proportions facilitent un entretien sans aide domestique : surfaces lisses pour le dépoussiérage, passage du balai sous les bahuts, finitions cirées. Diffusés dans l’immédiat après-guerre, ils sont produits en série par la maison Lieuvin à Bernay (Eure) puis diffusés par des ensembliers-décorateurs dans les différentes provinces françaises (André Beaudoin au Havre).

### Chambre d’enfants (modèle-type 1952)
Reconstitution de la chambre aménagée par Marcel Gascoin en 1952.
Située côté cour, la grande chambre centrale (16 m²) fait face au séjour et peut donc faire office de salle à manger. Elle pouvait également être destinée à des enfants, selon le taux d’occupation supposé pendant la reconstruction qui prévoyait six personnes pour quatre pièces. Une première chambre d’enfant est située près de la porte d’entrée afin que les enfants puissent sortir librement dans la rue.
Cette chambre pour deux enfants présente les meubles de Marcel Gascoin visibles à plusieurs reprises dans des appartements-types au Havre : en décembre 1952 (quartier du Perrey) et en août 1953 (immeuble de la Porte Océane). Conçus pour être réalisés en grandes séries sans pour autant adopter des formes trop mécanisées, rebutante pour la clientèle, ces meubles sont exécutés dans les ateliers parisiens de Marcel Gascoin à partir de 1949 (rue Rennequin), puis par l’ébéniste et fabricant de meubles havrais Loison frères entre 1952 et 1954 (rue du Maréchal-Gallieni). D’un faible coût, ces meubles sont largement diffusés par les magasins d’ameublement des villes moyennes et promus par les grandes revues de décoration (Maison Française, Arts ménagers, Meubles et décors, etc.) grâce à une campagne promotionnelle sans précédent.

### Objets usuels: équipement et consommation
Élément de cuisine CEPAC (1946).
Provenant des donations des habitants du Havre, les objets usuels (équipement ménager) retracent les différentes étapes dans l’émergence de la société de consommation.
Si les premières années de l’après-guerre sont marquées par les restrictions et le prolongement des mesures de rationnement, le début des années 1950 voit l’émergence de nouveaux équipements (autocuiseur, réfrigérateur, etc.) qui, entre la fin des années 1950 et le début des années 1960, équipent la plupart des ménages.